# 崩错
崩错（藏語：འབྲོང་མཚོ，威利转写：brong mtsho，THL：Drong Tso）位于中国西藏自治区那曲市境内，地跨班戈县和那曲县两县，念青唐古拉山北麓，湖面海拔4664米，面积141.3平方公里。湖区年均气温-2～0℃，年均降水量300～400毫米。湖水主要靠冰雪融水径流补给。